# Al-Fayyum
al-Fayyum, o Madīnat al-Fayyūm, o anche Fayyūm, Faiyum, Fayum o, francesizzato, Fayoum (in arabo  الفيوم‎?, al-Fayyūm, dal copto p-iom, "il lago"), in origine Shedet, è una città dell'Egitto, capoluogo del governatorato omonimo. Si trova 130 km a sud-ovest del Cairo e occupa parte della antica città Crocodilopoli.

## Storia del nome
| pA | A | i | i | G20 | n · n · n · N36 |

| pA | A | i | i | G20 | n · n · n · N36 |

Il moderno nome della città deriva dal copto efiom o peiom che significa il mare o il lago, che a sua volta deriva dal tardo egiziano pȝ-y-m avente lo stesso significato, che si riferisce al vicino lago Meride.
In passato la città era chiamata Madīnat al-Fayyūm (Città del Fayyūm).

## Geografia fisica
La città di al-Fayyum si trova all'interno della omonima oasi a circa 30 km a ovest del Nilo. L'oasi con una superficie di 1270 km² è la più grande delle oasi del deserto occidentale ed è irrigata con l'acqua proveniente dal Nilo tramite un canale, detto Bahr Yussef, che scorre in una depressione posta ad occidente della valle del Nilo. Il canale attraversa i siti archeologici di el-Lahun e Gurob, nonché la città di al-Fayyum per poi terminare nel lago salmastro Qarun che nei tempi antichi era di acqua dolce ed era noto come Meride.
Nella città si trovano bazar, moschee, bagni e vi si tiene un importante mercato settimanale. Il canale Bahr Yusuf la attraversa completamente e lungo il suo corso si snodano le principali vie ed i più importanti edifici della città: la moschea di al-Rub‘i, la moschea di Qayt Bey ed il modernissimo Palazzo della Cultura.
Fayyum è un importante centro agricolo ove oltre ai soliti mais e cereali vi sono notevoli produzioni di uva e fichi e la coltivazione di olive.
La città è tuttora una sede titolare della Chiesa cattolica come residuo della sua nomina a sede episcopale risalente al tempo dell'ultima dominazione romana del territorio.

## Cultura del Fayyum

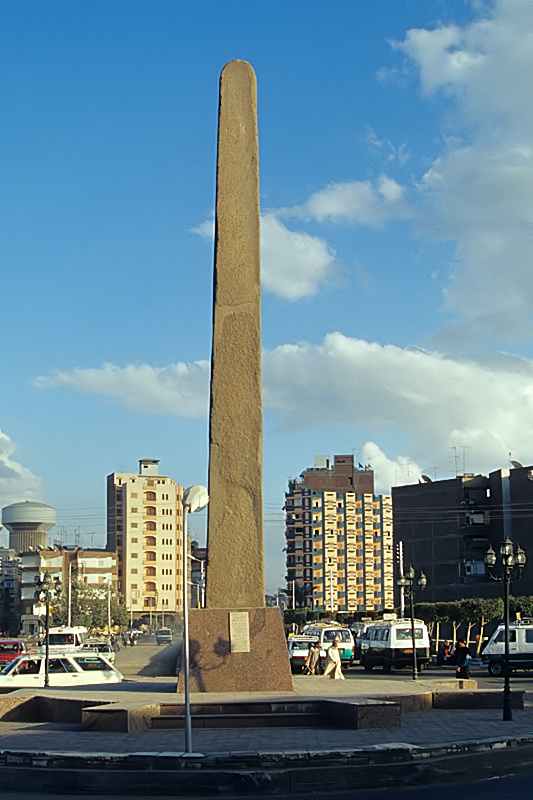
Rimane poco di quanto era stato costruito a "Madīnat al-Fayyūm" in Egitto. Oggi la città non presenta alcun monumento di rilievo, tranne questo obelisco. Eppure la data di fondazione di questa città è il 4200 a.C.

Con il termine Cultura del Fayyum si intendono due periodi denominati A e B. Nel periodo "Cultura del Fayyum A" si ebbe un'evoluzione millenaria (5000 - 4000 a.C. circa) degli antichi popoli residenti nella regione. Durante questo periodo avvenne il passaggio dalla fase di raccolta del cibo a quella della coltivazione agricola.

## Archeologia
Anche se non restano che poche tracce di edifici monumentali, la zona del Fayyum è di particolare interesse archeologico per lo studio dell'Egitto ellenistico e romano e, più in generale, della globalizzazione del Mediterraneo realizzata prima da Alessandro Magno e, poi, dall'Impero romano. Infatti, oltre ai pregevoli ritratti del Fayyum, nell'area sono stati trovati innumerevoli depositi di papiri, ben conservati grazie al clima asciutto della regione, che hanno restituito frammenti di opere greche o paleocristiane perdute, testimonianze storiche importanti (fra l'altro un elenco di faraoni egiziani con le relative cronologie che è stato fondamentale per ricostruire la successione delle dinastie) nonché una minuziosa documentazione della vita quotidiana che copre l'arco di circa un millennio. Le prime ricerche in merito furono eseguite da Flinders Petrie dal 1887 al 1890 e proseguite dagli instancabili oxfordiani Bernard Pyne Grenfell e Arthur Surridge Hunt. Più che la capitale Crocodilopoli si sono rivelate ricche di reperti le località di Gurob e Hawara. La maggior parte dei papiri si trovavano nelle tombe, seppelliti insieme ai morti o addirittura usati per avvolgerne le mummie, oppure in depositi di rifiuti.